# Avatar (svensk band)
 Denne artikel omhandler et svensk band. Opslagsordet har også en anden betydning, se Avatar (flertydig).
Avatar er et Melodisk dødsmetal band fra Sverige, grundlagt i 2001. Deres første EP 4 Reasons to Die blev udgivet i 2004, og i 2006 udgav de deres debutalbum Thoughts of No Tomorrow.

## Diskografi
- Personal Observations (demo, 2003)
- 4 Reasons to Die (EP, 2004)
- My Shining Star (single, 2005)
- And I Bid You Farewell (single, 2005)
- Thoughts of No Tomorrow (2006)
- Schlacht (2007)
- Avatar (2009)
- Black Waltz (2012)
- Hail the Apocalypse (2014)
- Feathers & Flesh (2016)
- Avatar Country (2018)
- Hunter Gatherer (2020)
- Dance Devil Dance (2023)

## Eksterne links
- Officiel hjemmside

| Musikgruppe | Spire Denne artikel om en svenske musikgruppe er en spire som bør udbygges. Du er velkommen til at hjælpe Wikipedia ved at udvide den. |